# Campeonato de Segunda División 1934 de la LAF (Argentina)
El Campeonato de Segunda División 1934 fue el primer torneo de la era profesional de la Segunda División de Argentina, y el único organizado por la Liga Argentina de Football antes de formar la AFA. En él participaron todas las reservas de los 14 equipos de Primera División, más dos relegados de la temporada anterior, por lo que fue considerado como la cuarta edición del Torneo de Reserva.
River Plate II, reserva del conjunto de primera, se consagró campeón.

## Ascensos y descensos
| Pos. | Relegados de Primera División 1933 |
| ---- | ---------------------------------- |
| 13.° | Quilmes                            |
| 18.° | Tigre                              |

## Sistema de disputa
Se jugaron dos ruedas por el sistema de todos contra todos.

## Equipos participantes
| Equipo                              | Ciudad       |
| ----------------------------------- | ------------ |
| Unión Atlanta-Argentinos Juniors II | Buenos Aires |
| Boca Juniors II                     | Buenos Aires |
| Chacarita Juniors II                | Buenos Aires |
| Estudiantes II                      | La Plata     |
| Ferro Carril Oeste II               | Buenos Aires |
| Gimnasia y Esgrima II               | La Plata     |
| Huracán II                          | Buenos Aires |
| Independiente II                    | Avellaneda   |
| Platense II                         | Buenos Aires |
| Quilmes                             | Quilmes      |
| Racing Club II                      | Avellaneda   |
| River Plate II                      | Buenos Aires |
| San Lorenzo II                      | Buenos Aires |
| Unión Lanús-Talleres II             | Lanús        |
| Tigre                               | Victoria     |
| Vélez Sarsfield II                  | Buenos Aires |

### Distribución geográfica de los equipos
| Región                 | Cant. | Equipos |
| ---------------------- | ----- | --- |
| Ciudad de Buenos Aires | 9     | Unión Argentinos Juniors-Atlanta II, Boca Juniors II, Chacarita Juniors II, Ferro Carril Oeste II, Huracán II, Platense II, River Plate II, San Lorenzo II y Vélez Sarsfield II |
| Conurbano bonaerense   | 5     | Independiente II, Quilmes, Racing Club II, Unión Lanús-Talleres II y Tigre |
| Ciudad de La Plata     | 2     | Estudiantes II y Gimnasia y Esgrima II |

## Tabla de posiciones final
| Pos. | Equipo                   | Pts. | PJ | PG | PE | PP | GF | GC | Dif. |
| ---- | ------------------------ | ---- | -- | -- | -- | -- | -- | -- | ---- |
| 1.º  | River Plate II           | 44   | 30 | 20 | 4  | 6  | 76 | 33 | 43   |
| 2.º  | San Lorenzo II           | 40   | 30 | 18 | 4  | 8  | 88 | 57 | 31   |
| 3.º  | Boca Juniors II          | 38   | 30 | 15 | 8  | 7  | 75 | 53 | 22   |
| 4.º  | Gimnasia y Esgrima II    | 38   | 30 | 17 | 4  | 9  | 73 | 55 | 18   |
| 5.º  | Estudiantes II           | 37   | 30 | 16 | 5  | 9  | 71 | 59 | 12   |
| 6.º  | Vélez Sarsfield II       | 32   | 30 | 13 | 6  | 11 | 57 | 67 | −10  |
| 7.º  | Independiente II         | 31   | 30 | 10 | 11 | 9  | 57 | 55 | 2    |
| 8.º  | Huracán II               | 29   | 30 | 11 | 7  | 12 | 49 | 48 | 1    |
| 9.º  | Fusión Lanús-Talleres II | 29   | 30 | 13 | 3  | 14 | 58 | 74 | −16  |
| 10.º | Platense II              | 28   | 30 | 12 | 4  | 14 | 63 | 71 | −8   |
| 11.º | Quilmes                  | 28   | 30 | 11 | 6  | 13 | 67 | 73 | −6   |
| 12.º | Racing II                | 27   | 30 | 11 | 5  | 14 | 58 | 62 | −4   |
| 13.º | Ferrocarril Oeste II     | 27   | 30 | 11 | 5  | 14 | 54 | 73 | −19  |
| 14.º | Chacarita Juniors II     | 24   | 30 | 11 | 2  | 17 | 56 | 65 | −9   |
| 15.º | Tigre                    | 16   | 30 | 5  | 6  | 19 | 48 | 73 | −25  |
| 16.º | Argentinos Juniors II    | 12   | 30 | 4  | 4  | 22 | 44 | 93 | −49  |